# Rhizophagus irregularis
Espèce
Rhizophagus irregularis (synonyme Glomus irregulare, précédemment connu comme Glomus intraradices) est un champignon mycorhizien arbusculaire appartenant au genre  Rhizophagus. Il est utilisé comme un inoculât du sol en agriculture et en horticulture.

## Description
Ce champignon possède des arbuscules et des vésicules. 

## Pertinence
Le génome de R. irregularis a été séquencé en 2013,.
Le basionyme est Glomus irregulare Blaszk., Wubet, Renker & Buscot, 2009

## Sources
- (en) Cet article est partiellement ou en totalité issu de l’article de Wikipédia en anglais intitulé « Rhizophagus irregularis » (voir la liste des auteurs).